# Sebastien
Sebastien es una banda de power metal, originaria de Pardubice y Brno, República Checa. La banda fue formada por George Rain en 2008.

## Historia
Los orígenes de Sebastien  se remontan a febrero de 1999. La primera verdadera alineación aparece bajo el nombre de Calypso en diciembre de 1999.
Dos años más tarde el nombre se cambia a Navar. En el estudio oscuro se graba el primer CD Navar. Entonces el período de frecuentes conciertos, grabando el sencillo Shine de la Luz y, finalmente, la realización de la segunda conmoción CD se produce.
En el verano de 2004 la banda se dirige al estudio de nuevo para presentar la nueva imagen de Navar. Es metales pesados EP Proti Vsem. En abril de 2006 el nuevo CD 1621 es bautizado y autopublicado, recompensado con muchas críticas positivas y ampliado a Japón.
En 2008 dos miembros abandonan el grupo. Torso de Navar - los hermanos de lluvia y Andy Mons - invita a nuevos miembros. La banda se llama renacer Sebastien.
En noviembre de 2009, la banda va a Grapow Studios para grabar las lágrimas álbum de larga espera de rosas blancas. Las canciones fueron escritas originalmente en Checa por George lluvia y más tarde vuelven a escribir en Inglés por el poeta enero Petričko. La música fue escrita y arreglada por George lluvia y Andy Mons, y el álbum fue producido por Roland Grapow.
El álbum fue lanzado en noviembre de 2010 a través de Escape Music. del álbum muestra siete invitados especiales.
Sebastien está en el primer recorrido real (en la República Checa y Eslovaquia) durante el otoño de 2011. Ese mismo año, aspecto en el principal "Ronnie James Dio Etapa" de Masters of Rock festival en julio de 2012 con tres invitados notables artistas en escena : Roland Grapow, Apolo Papathanasio y Katie Joanne.
A partir de 2012, el teclista Víctor Mazanek ha dejado la banda. Ha sido reemplazado por Pavel Dvořák de Warhawk. En 2012, Radek lluvia también renunció, y ha sido sustituido por Lukáš Říha.
En 2014 la banda juega el próximo gran concierto en amos de la fase principal de la roca - esta vez con Tony Martin (ex-Negro sábado) como invitado especial.
En noviembre de 2014 Sebastien va de nuevo a Grapow Studios para terminar la mezcla del segundo disco, que se llama Dark Chambers of Déjà Vu. El álbum fue lanzado el 25 de septiembre de 2015. Los casi cinco largos años desde su anterior, bajo el sello discográfico Pride & Joy Musi.

## Miembros
- George Rain - voz principal, guitarras (1999−presente)
- Andy Mons - guitarras, coros (2003−presente)
- Petri Kallio - bajo, coros (2010−presente)
- Pavel Dvořák - teclados (2012−presente)
- Lukáš Říha - batería (2013−presente)

### Ex-mioembros
- Peter Forge - bajo (2008−2010)
- Rob Vrsansky - teclados (2008−2010)
- Victor Mazanek - teclados, coros (2010-2012)
- Radek Rain - batería (2003-2012)

### Músicos invitados
- Amanda Somerville − vocales en "Femme Fatale" and "Black Rose - part II" (Tears Of White Roses)
- Apollo Papathanasio − vocales en "Silver Water" (Tears Of White Roses), live appearance with Sebastien at Masters of Rock 2012 (vocals)
- Doogie White − vocales en "Black Rose - part I" (Tears Of White Roses)
- Fabio Lione − vocals on "Dorian" and "Fields Of Chlum (1866 A.D.)" (Tears Of White Roses)
- Mike DiMeo − vocales en "Voices In Your Heart" and "Tears Of White Roses" (Tears Of White Roses)
- Roland Grapow − solo guitar on "Voices In Your Heart", vocals on "Dorian" and "Phoenix Rising" (Tears Of White Roses), live appearance with Sebastien at Masters of Rock 2012 and 2014 (solo vocales)
- Tore Moren − solo guitar en "Museé Du Satan Rouge" (Tears Of White Roses)
- Katie Joanne − actuación en vivo con Sebastien en Masters of Rock 2012 (vocales)
- Tony Martin −  actuación en vivo con Sebastien en Masters of Rock 2014 (vocales)
- Ailyn - vocales en "Last Dance at Rosslyn Chapel" (Dark Chambers of Dejà Vu 2015)

## Discografía

### Álbumes de estudio
- Tears of White Roses (2010)
- Dark Chambers of Déjà Vu (2015)
- Act of Creation (2018)

### EP
- Závidím (2008)